# علی قهاری
علی قهاری کرمانی (شهریور ۱۳۰۵ - ۳ شهریور ۱۳۷۸) مجسمه‌ساز معاصر و از دانش‌آموختگان و مدرسان هنرستان کمال‌الملک بود. وی نقشی مهم در بنیانگذاری هنر نوین مجسمه‌سازی در دوره معاصر ایران داشت.

## تولد و تحصیلات
علی قهاری در شهریور ۱۳۰۵، در کرمان به دنیا آمد و از حدود هشت سالگی در نزد علی‌اکبر صنعتی به آموزش دید. خود دربارهٔ سال‌های کودکی می‌گوید: «آن زمان در کرمان ابزار و وسایل کار وجود نداشت. کاغذ و کتاب و ترجمه‌ای در دسترس نبود. هیچ نوع امکاناتی نداشتیم و من طراحی‌ها را روی دیوارهای کاهگلی و روی زمین انجام می‌دادم.» پس از اتمام تحصیلات متوسطه در ۱۳۲۴ به دعوت علی‌اکبر صنعتی، به تهران رفت و دستیار او شد. سپس در ۱۳۲۶، به هنرستان کمال‌الملک، که در آن زمان تنها مدرسه هنر در ایران بود، رفت و در آنجا به تحصیل هنر ادامه داد و نزد استادانی چون اسماعیل آشتیانی و حسین بهزاد نقاشی و طراحی آموخت. حاصل دوره کار با علی‌اکبر صنعتی برپایی نمایشگاه هلال احمر و نمایشگاه کالج البرز در ۱۳۲۸ بود.

## فعالیت‌های هنری
پس از اتمام تحصیلات در ۱۳۳۰، به تدریس در هنرستان کمال‌الملک پرداخت. وی با سمت مدرس در رشته‌های نقاشی و طراحی و مجسمه‌سازی در کلاس‌های هنرهای زیبا تدریس می‌کرد و با همکاری مدرسان هنرستان کمال‌الملک، کارگاه‌های هنرهای مستظرفه را دایر نمود و در همان‌جا به کار حجاری و مجسمه‌سازی نیز پرداخت. در همان سال‌ها، جهت تبدیل نقشه‌های جغرافیایی به نقشه‌های برجسته، به سازمان جغرافیایی ارتش نیز دعوت شد. سپس راهی اروپا شد و در آلمان، حدود دو سال به آموختن هنر مجسمه‌سازی و ریخته‌گری پرداخت. پس از بازگشت به ایران نخستین کارگاه مجسمه‌سازی در ایران را در سال ۱۳۳۵ در جاده کرج برپا کرد. در همان سال‌ها، به دعوت وزارت فرهنگ‌وهنر، به تدریس در هنرستان‌های هنرهای زیبا، که با کمک مدرسان هنرستان کمال‌الملک تأسیس شده بود، و سپس دانشکده هنرهای تزئینی پرداخت که حدود ۱۸ سال ادامه‌یافت. وی مدتی هم در دانشگاه دوسلدورف آلمان تدریس نمود. وی می‌گفت: «گاهی کارهای بزرگ میادین را در حضور هنرجویان انجام می‌دادم تا ترس آن‌ها از دست زدن به کارهای سنگین و بزرگ بریزد.»
علی قهاری، به موازات تدریس و کارهای هنری، به مطالعه و آزمایش در شیوه‌های ریخته‌گری پرداخت و موفق به زنده کردن و احیای شیوه‌ای کهن در ریخته‌گری مجسمه گردید که به شیوه «موم گمشده» معروف است. او بیش از چهل سال از عمر خود را برای یادگیری و آموزش این هنر ارزنده باستانی صرف نمود و تعداد زیادی مجسمه با ابعاد مختلف با این تکنیک ریخته‌گری ساخته است. وی این پدیده را، زمانی که بازدیدی از موزه ایران باستان داشت، با دقت در ساخت مجسمه مرد پارتی (سرباز اشکانی)، که دستش از بازو قطع شده، کشف کرد. این آگاهی سبب شد به موضوع علاقه‌مند شود و روی آن عملاً کار و مطالعه کند. این شیوه در ایران باستان در مجسمه‌سازی رایج بود و نمونه‌های موجود در موزه‌ها از آثار عیلامی نشان می‌دهد که هنرمندان و صنعتگران ایران باستان از پیشگامان این هنر بوده‌اند. امروزه هم این شیوه با نام «واکسینه» یا «پارافینه» در اروپا متداول است. اولین مجسمه‌ای که به شیوه موم گمشده برنزه شد، مجسمه ببری است که هم‌اکنون در مجموعه فرهنگی سعدآباد نگهداری می‌شود. در فاصله سال‌های ۱۳۵۰ تا ۱۳۶۵، در کارگاه خود به آموزش مجسمه‌سازی و ریخته‌گری و ساخت پیکره‌های مشاهیر و چهره‌های تاریخی ایران مشغول بود. در همین دوران با همکاری مجسمه‌سازان کشور مقدمات تأسیس نخستین انجمن مجسمه‌سازی ایران را فراهم نمود، که این انجمن در ۱۳۶۸ شروع به کار کرد. مجموعه‌ای از تندیس‌ها و پیکره‌های مشاهیر علمی و فرهنگی ایران در سال ۱۳۷۷ در مجموعه فرهنگی نیاوران به معرض نمایش همگانی گذارده شد.
در ۱۳۶۵ به آلمان رفت و تعدادی از آثارش را در آنجا ساخت. چند اثر از او همچون مجسمه دکتر شوایتزر، که به موزه شوایتزر هدیه شده، در کشور آلمان موجود است. اجرای دیگری از همین مجسمه در یکی از شهرهای مهم مرزی آلمان و فرانسه نصب شده‌است. تعدادی از آثار او نیز در موزه‌ها و مجموعه‌های خصوصی در آلمان نگهداری می‌شود. وی مجدداً به ایران بازگشت و ساخت پیکره مشاهیر ایران را دنبال کرد. چندی بعد، به آلمان دعوت شد و سفارش ساخت مجسمه «مرد بیکار» - قبلاً این اثر را در ایران ساخته بود- را، برای نصب در مقابل ساختمان وزارت کار در برلین، دریافت نمود. همچنین سفارش ساخت مجسمه «گوته- حافظ»، جهت نصب در موزه گوته در «وایمار» آلمان، و نیز سفارش ساخت مجسمه «پروفسور هلموت ریتر»، شرق‌شناس و عطارشناس آلمانی، را برای نصب در فرانکفورت به استاد دادند.

## آثار

### تندیس‌های ساخته‌شده در ایران
- زکریای رازی (میدان رازی تهران) اولین مجسمه‌ای که بعد از انقلاب ۱۳۵۷ در ایران نصب شد.
- خواجوی کرمانی (کرمان)
- عطار نیشابوری (نیشابور)
- ابوسعید ابوالخیر (میدان منیریه تهران)
- علامه دهخدا (قزوین)
- فخرالدین اسعد گرگانی (موزه گرگان)
- استاد حسین بهزاد (موزه بهزاد)
- رودکی (داخل سالن رودکی)
- استاد شهریار (مقابل تالار وحدت در تهران)
- تعدادی نقشه‌های برجسته جغرافیایی (موزه ایران باستان و دفتر ریاست جمهوری)
- پیکره پنج متری باقرخان
- مولوی
- فارابی
- ناصرخسرو
- ابن سینا
- حافظ
- نیما یوشیج
- امیرکبیر
- سعدی (اثر ناتمام)

### تندیس‌های ساخته‌شده در آلمان
- گوته-حافظ (موزه گوته در وایمار)
- دکتر آلبرت شوایتزر (موزه شوایتزر)
- مرد بیکار (مقابل ساختمان وزارت کار در برلین)
- پروفسور هلموت ریتر (فرانکفورت)
- آلساندرو ولتا
- ماهاتما گاندی
- عبادت
- مادر
- صلح
- مردی با ابریق

## بیماری و مرگ
علی قهاری سال‌های واپسین عمر را در انزوا و بیماری گذراند. استنشاق گازهای سمی حاصل از موادی که با آن‌ها کار می‌کرد، و براده‌های فلزات و برنز، موجب آسیب‌دیدگی بخشی از دستگاه تنفسی وی شده بود، آنچنان که سرانجام، در ۳ شهریور ۱۳۷۸، در هفتادوسه‌سالگی، به دلیل نارسایی و اختلال شدید تنفسی، جهان را بدرود گفت و در قطعه هنرمندان بهشت‌زهرا به خاک سپرده شد.

## ناپدید شدن مجسمهٔ استاد شهریار
مجسمهٔ «استاد شهریار» اثر علی قهاری که در مقابل تأتر شهر در پارک دانشجوی تهران نصب شده بود در بهار سال ۱۳۸۹، به همراه ۱۱ مجسمهٔ دیگر، دزدیده‌شد.